# San Cristóbal Texcalucan
San Cristóbal Texcalucan är en ort i Mexiko, tillhörande kommunen Huixquilucan i delstaten Mexiko. San Cristóbal Texcalucan ligger i den centrala delen av landet och tillhör Mexico Citys storstadsområde. Orten ligger precis söder om Magdalena Chichicaspa, väst om San Bartolomé Coatepec och Santiago Yancuitlalpan samt norr om Dos Ríos och kommunhuvudorten Huixquilucan de Degollado. San Cristóbal Texcalucan hade 3 323 invånare vid folkmätningen 2010.